# Ophioplinthus intorta
Ophioplinthus intorta is een slangster uit de familie Ophiuridae.
De wetenschappelijke naam van de soort werd in 1878 gepubliceerd door Theodore Lyman.